# الشعابي (تعز)
الشعابي هي إحدى قرى الجمهورية اليمنية. وهي تتبع جغرافيًا لمحافظة تعز. وإداريًا لمديرية مقبنة. يبلغ تعداد سكانها 1932 نسمة حسب الإحصاء الذي جرى عام 2004.